# 류은희
류은희(柳殷僖, 1990년 2월 24일~)는 대한민국의 핸드볼 선수로 포지션은 라이트백이다. 현재 헝가리 여자 핸드볼 리그의 죄리 ETO KC 소속으로 활동하고 있다.
국제 대회에서는 대한민국 여자 국가대표팀 일원으로 활동하고 있으며 올림픽 3회(2012, 2016, 2020) 출전했다.
2024년 6월, 한국인 최초로 핸드볼 유럽대항전에서 우승했다.